# تامير كحلون
تامير كحلون (بالعبرية: תמיר כחלון‏) هو لاعب كرة قدم إسرائيلي في مركز الوسط، ولد في 29 أكتوبر 1987 في تل أبيب في إسرائيل. لعب مع نادي أسدود ونادي بني يهودا تل أبيب ونادي رويال شارلروا ونادي كراكوفيا الرياضي ونادي مكابي تل أبيب ونادي هبوعيل إيروني كريات شمونة.

## وصلات خارجية
- تامير كحلون على موقع الاتحاد الأوربي (الإنجليزية)
- تامير كحلون على موقع قاعدة بيانات كرة القدم.إي يو (الإنجليزية)
- تامير كحلون على موقع Soccerway.com (الإنجليزية)